# JPEG XL

JPEG XL은 손실 압축과 비손실 압축을 모두 지원하는 로열티 프리 래스터 그래픽스 파일 형식이다. 이는 기존 래스터 형식보다 뛰어난 성능을 발휘하여 보편적인 대체 형식이 되도록 설계되었다.

## 이름
JPEG XL이라는 이름은 JPEG(Joint Photographic Experts Group), X(2000년 이후 여러 JPEG 표준 이름의 일부: JPEG XT, JPEG XR, JPEG XS) 및 L(JPEG XT, JPEG XR, JPEG XS)로 구성된다. L이 포함된 이유는 개발자의 의도가 기존 JPEG를 대체하고 오래 지속되는 형식을 위한 것이기 때문이다.

### 개발자
이 사양의 주요 개발자는 다음과 같다:
- 지르키 알라쿠얄라
- 존 스니어스
- 루카 베르사리

다른 공동 작업자로는 다음과 같다.
- 사미 부코르트
- 알렉스 데이모
- 모리츠 피싱
- 토마스 피슈바커
- 유진 클류치니코프
- 로버트 오브릭
- 알렉산더 라투시냐크
- 졸탄 자바드카
- 로드 반데벤
- 얀 바센버그

## 같이 보기
- AVIF
- 고효율 비디오 코딩(HEIF)
- WebP